# Connecticut Huskies
Connecticut Huskies lub UConn Huskies – nazwa drużyn sportowych University of Connecticut w Storrs, biorących udział w akademickich rozgrywkach w Big East Conference, organizowanych przez National Collegiate Athletic Association. Ponieważ Big East Conference nie gra w futbol amerykański, drużyna ta rywalizuje jako niezależna (nie na konferencji).

## Sekcje sportowe uczelni

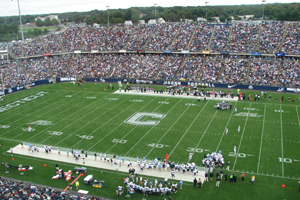
Rentschler Field.

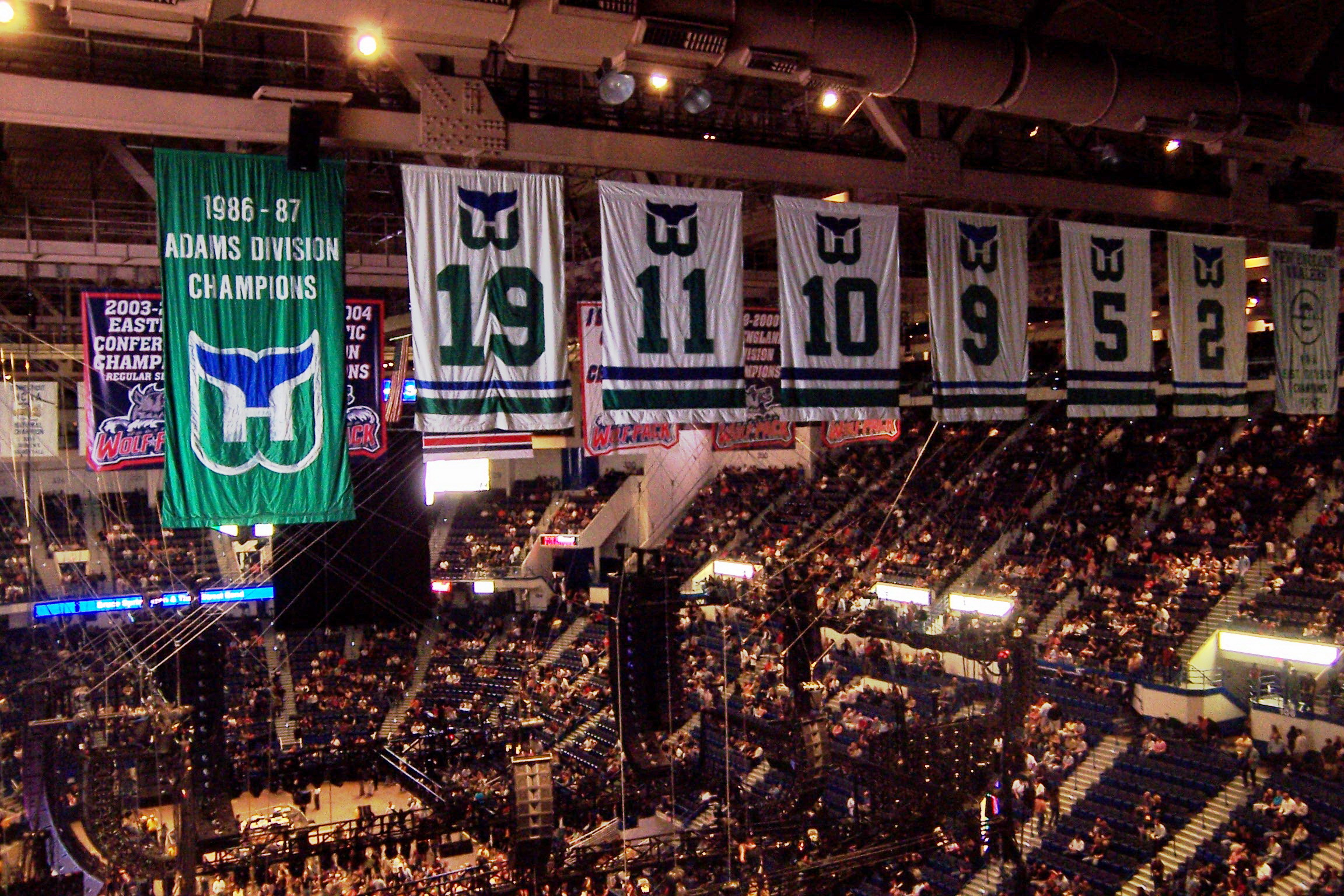
XL Center.

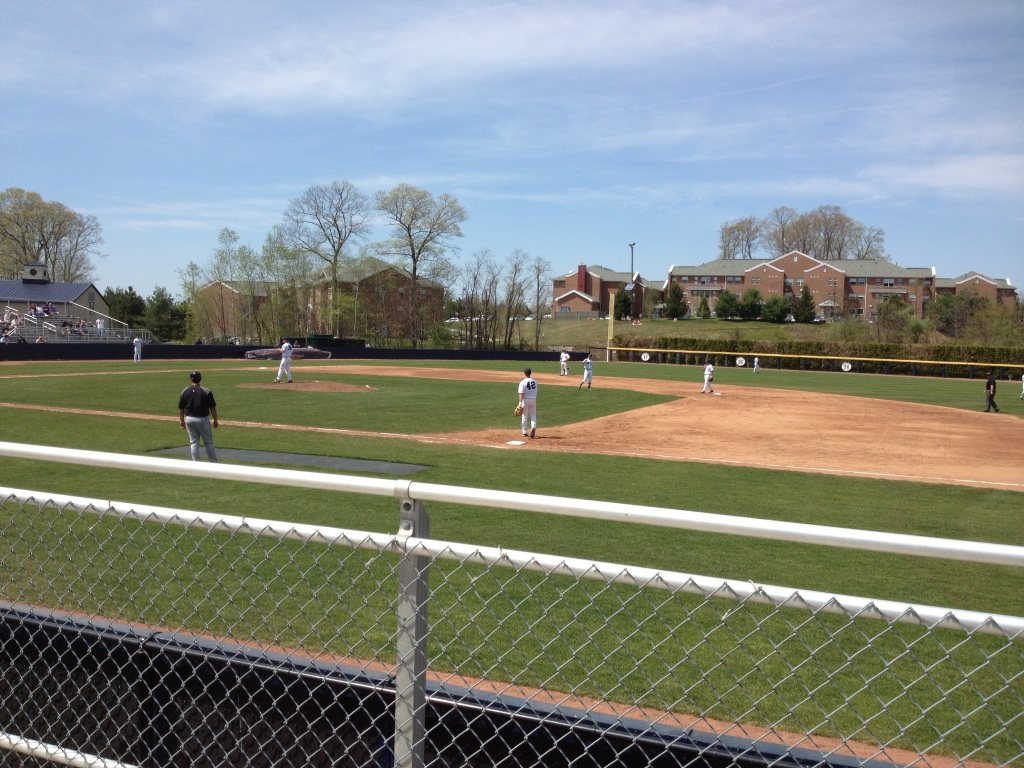
J.O. Christian Field.

| Mężczyźni - baseball - bieg przełajowy - futbol amerykański - golf - hokej na lodzie - koszykówka (6): 1999, 2004, 2011, 2014, 2023, 2024 - lekkoatletyka - piłka nożna (2): 1981, 2000 - pływanie - tenis | Kobiety - bieg przełajowy - hokej na trawie (4): 1981, 1985, 2013, 2014 - hokej na lodzie - koszykówka (12): 1995, 2000, 2002, 2003, 2004, 2009, 2010, 2013, 2014, 2015, 2016, 2025 - lacrosse - lekkoatletyka - piłka nożna - siatkówka - pływanie - softball - tenis - wioślarstwo |

W nawiasie podano liczbę tytułów mistrzowskich NCAA (stan na 17 lutego 2017)

## Obiekty sportowe
- Rentschler Field – stadion futbolowy o pojemności 40 642 miejsc[3]
- XL Center – hala sportowa o pojemności 16 294 miejsc, w której odbywają się mecze koszykówki i hokeja na lodzie[4]
- Harry A. Gampel Pavilion – hala sportowa o pojemności 10 167 miejsc, w której odbywają się mecze koszykówki i siatkówki[5]
- Joseph J. Morrone Stadium – stadion piłkarski o pojemności 5100 miejsc[6]
- J.O. Christian Field – stadion baseballowy o pojemności 2000 miejsc[7]
- George J. Sherman Family-Sports Complex – stadion wielofunkcyjny, na którym odbywają się zawody lekkoatletyczne, mecze hokeja na trawie i lacrosse o pojemności 2000 miejsc[8]
- Hugh S. Greer Field House – hala z bieżnią lekkoatletyczną[9]
- Wolff-Zackin Natatorium – hala sportowa z pływalnią[10]
- Burrill Family Field – stadion softballowy[11]